# Люби меня или покинь меня
«Люби меня или покинь меня» (англ. Love Me or Leave Me) — кинофильм режиссёра Чарльза Видора, вышедший на экраны в 1955 году. Лента основана на биографии американской певицы и актрисы Рут Эттинг.

## Сюжет
Действие начинается в Чикаго 1920-х годов. Состоятельный владелец химчистки и, судя по поведению, обычный гангстер Мартин Снайдер в одном из ночных клубов замечает красивую девушку по имени Рут Эттинг, которая вынуждена танцевать с посетителями за деньги. Желая добиться её расположения, Снайдер подключает свои деловые связи и знакомства: он устраивает Рут в танцевальную труппу. Однако она мечтает только о карьере певицы, и не без оснований — у неё большой талант. Не понимая этого и приписывая все достижения исключительно своим действиям, Снайдер договаривается о выгодных контрактах для своей протеже, менеджером которой он становится. Рут же, не испытывая никакой симпатии к заносчивому и вспыльчивому гангстеру, соглашается ради успеха терпеть его выходки. Она даже решается пожертвовать своей любовью к пианисту Джонни Олдерману, лишь бы попасть в варьете Зигфильда в Нью-Йорке...

## В ролях
- Дорис Дэй — Рут Эттинг
- Джеймс Кэгни — Мартин Снайдер
- Кэмерон Митчелл — Джонни Олдерман
- Роберт Кит — Бернард Лумис
- Том Талли — Фробишер
- Гарри Беллавер — Джорджи
- Ричард Гейнс — Пол Хантер
- Питер Лидс — Фред Тэйлор
- Клод Страуд — Эдди Фултон

## Награды и номинации
- 1956 — премия «Оскар» за лучший литературный первоисточник (Дэниел Фукс), а также 5 номинаций: лучшая мужская роль (Джеймс Кэгни), лучший сценарий (Дэниел Фукс, Изобель Леннарт), лучшая запись звука (Уэсли Миллер), лучшая оригинальная песня («I'll Never Stop Loving You», музыка — Николас Бродский, слова — Сэмми Кан), лучший саундтрек музыкального фильма (Перси Фэйт, Джордж Столл).
- 1956 — номинация на премию Гильдии режиссёров США за лучшую режиссуру художественного фильма (Чарльз Видор).
- 1956 — премия Гильдии сценаристов США за лучший сценарий американского мюзикла (Дэниел Фукс, Изобель Леннарт).